# Coloconger japonicus
Coloconger japonicus is een  straalvinnige vissensoort uit de familie van colocongers (Colocongridae). De wetenschappelijke naam van de soort is voor het eerst geldig gepubliceerd in 1984 door Machida.
De soort staat op de Rode Lijst van de IUCN als Onzeker, beoordelingsjaar 2009.